# FK Syzran-2003
Maillots
Le Syzran-2003 (russe : «Сызрань-2003») est un club de football russe basé à Syzran fondé en 2003.

## Histoire
Fondé en 2003, le club évolue dans un premier temps dans le championnat régional de l'oblast de Samara avant d'atteindre la quatrième division en 2008. Il découvre le monde professionnel trois ans plus tard en remportant le groupe Privoljié, lui permettant d'accéder à la troisième division à partir de la saison 2011-2012. Il termine notamment troisième du groupe Oural-Povoljié en 2015, en 2018 et 2019, constituant ses meilleures performances. À l'issue de cette dernière saison, le club se retire du football professionnel.

## Bilan sportif

### Classements en championnat
La frise ci-dessous résume les classements successifs du club en championnat.

### Bilan par saison
| Saison    | Championnat       | Championnat | Championnat | Championnat | Championnat | Championnat | Championnat | Championnat | Championnat | Championnat | Coupe de Russie     |
| Saison    | Division          | Pos         | Pts         | J           | V           | N           | D           | BP          | BC          | Diff        | Coupe de Russie     |
| --------- | ----------------- | ----------- | ----------- | ----------- | ----------- | ----------- | ----------- | ----------- | ----------- | ----------- | ------------------- |
| 2003      | 5e Samara         | 12e         | 17          | 26          | 5           | 2           | 19          | 28          | 84          | -56         | —                   |
| 2004      | 5e Samara         | 3e          | 50          | 26          | 15          | 5           | 6           | 55          | 30          | +25         | —                   |
| 2005      | 5e Samara         | 2e          | 53          | 22          | 17          | 2           | 3           | 57          | 15          | +42         | —                   |
| 2006      | 5e Samara         | 2e          | 65          | 28          | 19          | 8           | 1           | 91          | 23          | +68         | —                   |
| 2007      | 5e Samara         | 3e          | 52          | 26          | 16          | 4           | 6           | 57          | 27          | +30         | —                   |
| 2008      | 4e Privoljié      | 2e          | 88          | 36          | 28          | 4           | 4           | 99          | 28          | +71         | —                   |
| 2009      | 4e Privoljié      | 6e          | 56          | 32          | 18          | 2           | 12          | 55          | 33          | +22         | —                   |
| 2010      | 4e Privoljié      | 1er         | 89          | 32          | 29          | 2           | 1           | 110         | 16          | +94         | —                   |
| 2011-2012 | 3e Oural-Povoljié | 8e          | 48          | 39          | 13          | 10          | 16          | 42          | 48          | -6          | Troisième tour      |
| 2012-2013 | 3e Oural-Povoljié | 7e          | 42          | 28          | 11          | 9           | 8           | 34          | 21          | +13         | Troisième tour      |
| 2013-2014 | 3e Oural-Povoljié | 6e          | 40          | 27          | 10          | 10          | 7           | 33          | 30          | +3          | Troisième tour      |
| 2014-2015 | 3e Oural-Povoljié | 3e          | 41          | 25          | 11          | 8           | 6           | 37          | 19          | +18         | Huitièmes de finale |
| 2015-2016 | 3e Oural-Povoljié | 4e          | 46          | 27          | 13          | 7           | 7           | 35          | 29          | +6          | Deuxième tour       |
| 2016-2017 | 3e Oural-Povoljié | 4e          | 35          | 24          | 10          | 5           | 9           | 21          | 21          | 0           | Troisième tour      |
| 2017-2018 | 3e Oural-Povoljié | 3e          | 46          | 24          | 14          | 4           | 6           | 35          | 22          | +13         | Quatrième tour      |
| 2018-2019 | 3e Oural-Povoljié | 3e          | 41          | 25          | 13          | 2           | 10          | 32          | 30          | +2          | Seizièmes de finale |
| 2020      | 4e Privoljié      | 5e          | 11          | 10          | 3           | 2           | 5           | 10          | 26          | -16         | —                   |

Légende
- Promotion en division supérieure
- Relégation en division inférieure